# Il ritorno di I-Zenborg
Il ritorno di I-Zenborg è un documentario del 2017 coprodotto dalla società giapponese Tsuburaya Productions, da Jarrah Alfurih e dalla Cultures Factory (una società del gruppo NLC). Si tratta della prima produzione arabo-giapponese nell'ambito del Tokusatsu giapponese, un genere cinematografico caratterizzato dall’uso di effetti speciali dal vivo.

## Produzione
Il documentario è stato girato nel 2016 e trasmesso per la prima volta venerdì 15 dicembre 2017 sul canale arabo Space Power TV alle ore 20:30, secondo l’orario locale saudita. Ha una durata di un’ora e svela i retroscena della produzione originale di I-Zenborg, trasmesso in Giappone nel 1977. Include interviste con membri dello staff dell’epoca, tra cui il regista, gli sceneggiatori, Shinichi Ooka (amministratore delegato di Tsuburaya Productions) e Jarrah Alfurih. Il documentario presenta anche un nuovo episodio speciale della durata di 10 minuti, in cui fa il suo ritorno il dinosauro Satana Gottes, accompagnato da Zobina e dall’imperatore Ururu (noto anche come imperatore Ululu). Ai Tachibana e Zen Tachibana uniscono le forze per affrontare questo temibile nemico. È la prima volta che viene mostrato uno scontro tra Ururu e I-Zenborg. Dopo l’episodio, vengono presentati filmati sul dietro le quinte e interviste esclusive con il team che lo ha realizzato. Il documentario è tradotto in arabo e narrato da Falah Hashim. Va precisato che Space Power TV ha trasmesso solo 30 minuti del documentario, mentre la versione integrale di 60 minuti è stata distribuita su DVD nel 2018. La pagina ufficiale di Tsuburaya Productions ha annunciato la trasmissione in arabo del film in Medio Oriente.